# Robinson Crusoe on Sin Island
Robinson Crusoe on Sin Island ist eine Porno-Adaption von Private Media Group, die die Geschichte von Robinson Crusoe auf eigene Weise erzählt.

## Inhalt
George Uhl spielt Robinson Crusoe und übergibt zu Beginn des Films sein Tagebuch einem Schreiber, der eventuell an der Veröffentlichung interessiert sein könnte. Robinsons Geschichte beginnt 1705 in London, wo er in einem Schwertkampf mit einem anderen Mann verwickelt wird. Auf der Flucht verlässt Crusoe London mit einem Schiff, aber es kommt zu einem Unfall und das Schiff sinkt. Crusoe strandet auf einer einsamen Insel. Während seiner Zeit auf der Insel erinnert er sich an einige sexuelle Abenteuer.
Nach sechs Jahren kommen einige Piraten auf der Insel an (Charaktere der Darsteller: Kevin Long und Lauro Griotto) zusammen mit einigen Frauen (Charaktere der Darstellerinnen: Yvonne Peach und Nikki Rider) und einer Frau, die sie entführt haben (Charakter der Darstellerin: Yokasta). Yokasta kann sich irgendwann befreien und rennt in den Dschungel, wo sie Crusoe trifft.
Später besuchen auch die Charaktere der Darsteller Horst Baron und Francesco Malcom die Insel. Nach einem Streit zwischen Horsts Männern und Lauros Männern, der dazu führt, dass Malcoms Figur und Jennifer S. von Kevin und Nikki Riders Figur gefangen genommen werden. Crusoe rettet schließlich Jennifer S. und nimmt auch Yokasta mit sich, stiehlt ein Boot und fährt auf die See hinaus. Er wird von einem anderen Schiff aufgefunden und wird belohnt, als er Yokasta wieder ihrer Familie übergibt.

## Auszeichnungen
- 2006: AVN Award – Best Foreign Feature
- 2005: Eroticline Award – Bester Film International
- 2006: FICEB Award – Ninfa Prize for Best Script
- 2005: FICEB Award – Ninfa Prize for Best Production Design

## Hintergrund
Die Dreharbeiten fanden in Puerto Rico, der Dominikanischen Republik, auf der Insel Grenada, in Budapest, Prag und London statt.